# Чистерна д'Асти
Чистѐрна д'А̀сти (на италиански: Cisterna d'Asti; на пиемонтски: Sisterna, Систерна) е село и община в Северна Италия, провинция Асти, регион Пиемонт. Разположено е на 350 m надморска височина. Населението на общината е 1317 души (към 2010 г.).